# Pfarrkirche Aschach an der Steyr

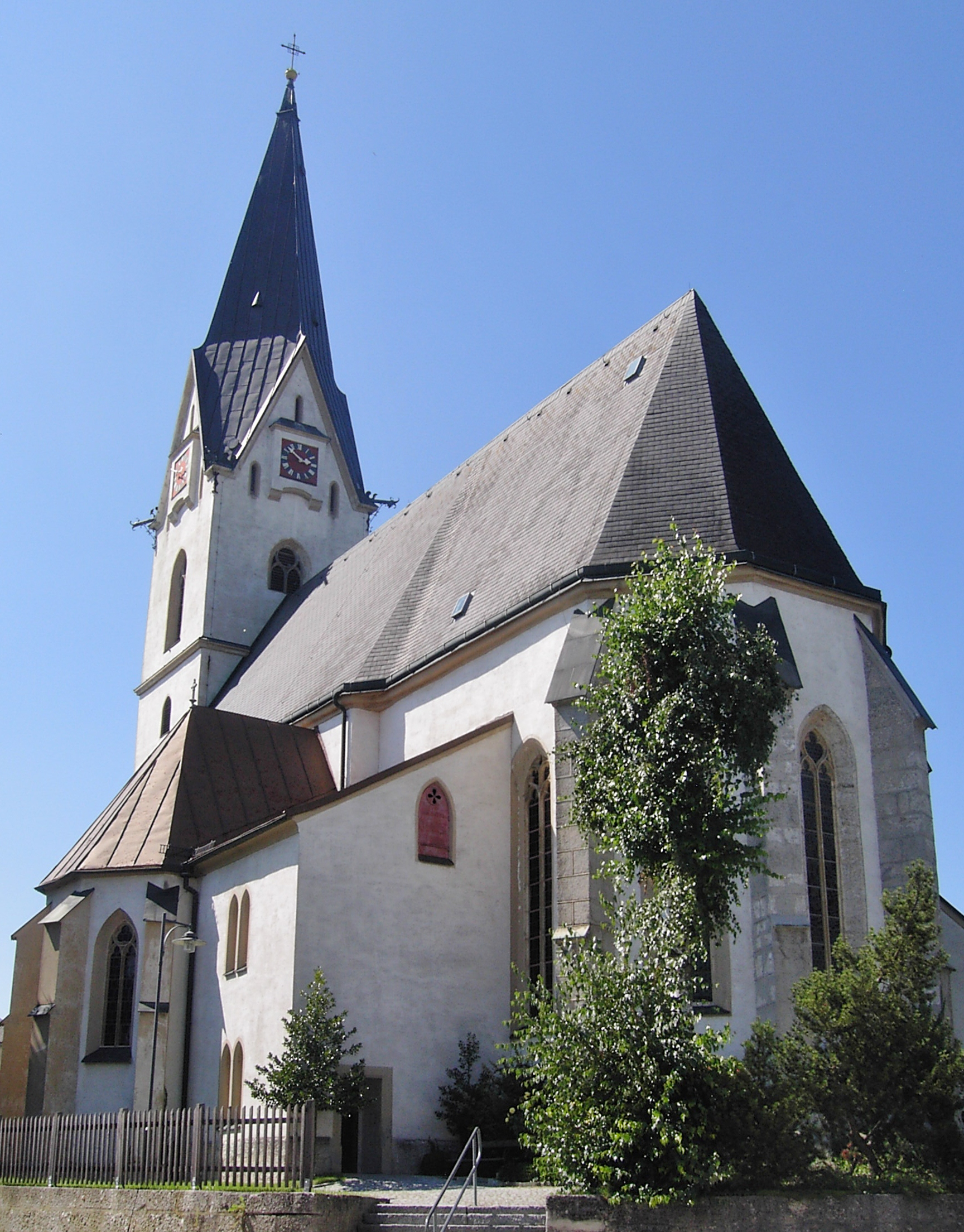
Pfarrkirche hl. Martin in Aschach an der Steyr

Die Pfarrkirche Aschach an der Steyr steht im Ort Aschach an der Steyr in der Gemeinde Aschach an der Steyr in Oberösterreich. Die römisch-katholische Pfarrkirche hl. Martin gehört zum Dekanat Steyrtal in der Diözese Linz. Die Kirche steht unter Denkmalschutz.

## Geschichte
Laut einigen Quellen soll die Kirche in Aschach an der Steyr bereits 1108 gestiftet worden sein, nach heutigem Stand handelt es sich dabei aber um Rückdatierungen, die im Zeitraum zwischen 1180 und 1240 erfolgten. Jedenfalls bestand Ende des 12. Jahrhunderts bereits eine Kirche in Aschach an der Steyr.
Der Chor aus 1471 und das Langhaus aus 1513 wurden 1892 restauriert und erweitert.

## Architektur
Das einschiffige dreijochige Langhaus und der zweijochige Chor mit Dreiachtelschluss sind teils mit gewundenen Rippen netzrippengewölbt. Die dreiachsige zweimal gebrochene Westempore ist netzrippenunterwölbt. Der Westturm trägt einen Pyramidenhelm aus 1906. Am Langhaus sind beidseits Anbauten aus 1892. 

## Ausstattung
Die Einrichtung ist aus dem 19. und 20. Jahrhundert. Es gibt eine gotische Halbfigur Muttergottes mit Kind aus dem Anfang des 16. Jahrhunderts. Zwei barocke Ölbilder Antonius und Leonhard um 1700 wurden in der Art des Johann Karl von Reslfeld gemalt.
Es gibt eine verzierte Glocke aus 1537.